# Manfred Hubele
Manfred Hubele (* 18. März 1940; † 4. Dezember 2011) war ein deutscher Sportreporter.

## Leben
Hubele arbeitete von 1973 bis 2005 für den Saarländischen Rundfunk und erlangte als Fußball- und Motorsportreporter Bekanntheit.
Der Motorsport war seine Leidenschaft. Aber auch Boxen, Billard und Fußball gehörten zu Manfred Hubeles Spezialgebieten. 1973 stieß der gebürtige Pfälzer unter dem damaligen Sportchef Werner Zimmer zum Saarländischen Rundfunk. Viele Jahre berichtete er in Hörfunk und Fernsehen von den sportlichen Ereignissen im Saarland. Unter anderem moderierte er im Hörfunk die ARD-Bundesligakonferenz. Neben seinem Beruf als Sportreporter stand Hubele zur Faschingszeit gerne als Büttenredner auf der Bühne. Seine Karriere beendete er 2005 beim Saarländischen Rundfunk.
Manfred Hubele starb am 4. Dezember 2011 im Alter von 71 Jahren.